# Foszuszok
A foszuszok néptörzs az ókori Germaniában. Szinte semmit sem tudunk róluk, egyetlen korabeli említésük Tacitus Germania című munkájában található.

## Forrás
Ókori lexikon I–II. Szerk. Pecz Vilmos. Budapest: Franklin Társulat. 1902–1904.  